# Paul Magdalino
Paul Magdalino (ur. 10 maja 1948) – brytyjski historyk, bizantynolog. 

## Życiorys
Absolwent Oksfordu (doktorat - 1976), profesor Uniwersytetu w St Andrews w latach 1977-2009. Jego książka 
The Empire of Manuel I Komnenos, 1143-1180 zdobyła w 1994 prestiżową nagrodę Runciman Award. 

## Wybrane publikacje
- (współautor: Clive Foss), Rome and Byzantium, Oxford 1976.
- Tradition and Transformation in Medieval Byzantium, Aldershot 1991.
- The Empire of Manuel I Komnenos, 1143-1180, Cambridge 1993.
- Constantinople médiévale. Études sur  l'évolution des structures urbaines, Paris 1996.
- The Byzantine Background to the First Crusade, Toronto 1996.
- L’orthodoxie des astrologues. La science entre le dogme et la divination à Byzance (VIIe-XIVe siècle), Paris 2006.
- Studies on the History and Topography of Byzantine Constantinople, Aldershot 2007.
- (współautor: Robert S. Nelson), The Old Testament in Byzantium, Cambrigde. Mass. 2010.

## Publikacje w języku polskim
- Rządy Komnenów (1118–1204) [w:] Bizancjum 1024-1492, t. 2, red. Jonathan Shepard, przeł. Jolanta Kozłowska, Robert Piotrowski, Warszawa: Wydawnictwo Akademickie Dialog 2015, s. 126-169.